# Kroet
De kroet is een fictieve tropische vogel die werd bedacht door de Nederlandse cabaretier Toon Hermans. Het diertje kwam ter sprake in de monoloog de ornitholoog die deel uitmaakte van Hermans' onemanshow uit 1980. De roep van de kroet luidt poelifinario. De vogel wordt daarom vaak verward met een soortgenoot: de eveneens aan de fantasie van Hermans ontsproten poelifinario (ook wel: polifinario), die overigens krrroet als roep heeft.
De andere fictieve vogels in de sketch zijn de Tjak-tjak, Brahmi, witte Roepie-roepie en zwarte Roepie-roepie, elk met een roep die overeenkomt met de naam van de vogel.

## Gebruik in andere media/betekenissen
- In een ondertitelde versie van de film Up (2009) wordt de tropische vogel, de snipe, vertaald als kroet.
- Het woord kroet wordt in sommige dialecten ook wel gebruikt als aanduiding van onvolgroeide appels of de appelstroop die daarvan wordt bereid.[2]